# Eric de Friuli
Eric (de asemenea, Heirichus sau Ehericus) (d. 799) a fost duce de Friuli (dux Foroiulensis) de la anul 789 până la moarte.
Eric era fiul mai mare al lui Gerold de Vinzgouw și, ca urmare a căsătoriei surorii sale Hildegard cu Carol cel Mare, cumnatul acestuia din urmă.
Cea mai mare parte a domniei lui Eric a constat în luptele împotriva avarilor stabiliți în Pannonia. În aceste acțiuni, el a fost însoțit de Pepin de Italia, alături de care, în 791, au pus în marș o armată de longobarzi de-a lungul văii râului Drava și au devastat Pannonia, în timp ce Carol cel Mare însuși înainta de-a lungul Dunării, pătrunzând adânc în teritoriul stăpânit de avari. Carol a fost nevoit să întrerupă campania din cauza unei revolte a saxonilor din 792, însă Pepin și Eric au continuat să asalteze puternicele fortărețe ale avarilor. Principala fortăreața, celebrul Ring al avarilor, a fost cucerită în două rânduri de către franci și longobarzi. Prada i-a fost trimisă lui Carol la Aachen și redistribuită susținătorilor acestuia.
În 795 sau 796, Eric și Pepin s-au aliat cu guvernatorul (tudun) occidental al avarilor, au condus un atac care a silit pe căpetenia (khagan) avarilor să se supună și au reușit să captureze Hunorum Hringum (Ringul avarilor). Khagan-ul a fost dus la Aachen, unde a fost botezat, primind numele de Theodor. În conformitate cu Annales Fuldenses, khaganul ar fi fost ucis de către proprii săi oameni.
Potrivit Annales Laurissenses, Eric a trimis oameni care să prade Pannonia în 796, la conducerea cărora s-a aflat Vojnomir, duce al croaților din Pannonia.
Cândva între 787 și 796, patriarhul Paulinus al II-lea de Aquileia a scris un Liber Exhortationis, dedicat lui Eric de Friuli. Lucrarea începe din timpurile biblice și, făcând trimiteri la Sfinții Părinți ai Bisericii, oferă instrucțiuni despre cum se poate duce o viață de înaltă ținută morală creștină îndeplinind datorii seculare, exemplul constituindu-l Eric de Friuli.
În 799, Eric a fost ucis în timpul bătăliei de la Trsat, în Liburnia, în cadrul luptei dintre franci și croați. Potrivit cronicii lui Eginhard, el ar fi căzut ca urmare a unei trădări din partea locuitorilor, însă cronicarul franc nu oferă nicio explicație. Locul bătăliei (în limba latină, Tharsatica sau Tarsatica), a fost în mod tradițional identificat ca fiind Trsat, un fort pe o colină ale cărui ruine se află astăzi în orașul croat Rijeka (Fiume).